# Rudolf-Harbig-Gedächtnispreis
Il Rudolf-Harbig-Gedächtnispreis, o Premio Rudolf Harbig in italiano, è un premio sportivo intitolato al mezzofondista Rudolf Harbig che dal 1950 viene assegnato annualmente agli atleti tedeschi "degni e meritevoli che, con i loro comportamenti e prestazioni, sono esempio per i giovani".

## Premiati

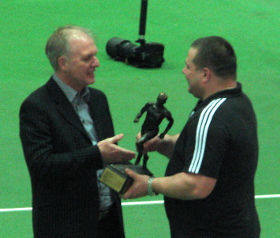
Clemens Prokop consegna a Ralf Bartels il Rudolf-Harbig-Gedächtnispreis nel 2013

- 1950: Alfred Dompert
- 1951: Karl Wolf
- 1952: Hermann Eberlein
- 1953: Heinz Ulzheimer
- 1954: Karl Storch
- 1955: Herbert Schade
- 1956: Maria Sander
- 1957: Karl-Friedrich Haas
- 1958: Heinz Fütterer
- 1959: Marianne Werner
- 1960: Manfred Germar
- 1961: Paul Schmidt
- 1962: Karl Hein
- 1963: Helmut Janz
- 1964: Erika Fisch
- 1965: Manfred Kinder
- 1966: Helga Hoffmann
- 1967: Klaus Lehnertz
- 1968: Hinrich John
- 1969: Ingrid Becker
- 1970: Harald Norpoth
- 1971: Hermann Salomon
- 1972: Horst Beyer
- 1973: Heide Rosendahl
- 1974: Bernd Kannenberg
- 1975: Michael Sauer
- 1976: Rita Wilden
- 1977: Annegret Richter
- 1978: Klaus Wolfermann
- 1979: Gerhard Weidner
- 1980: Franz-Peter Hofmeister
- 1981: Guido Kratschmer
- 1982: Karl-Hans Riehm
- 1983: Ulrike Meyfarth
- 1984: Willi Wülbeck
- 1985: Thomas Wessinghage
- 1986: Brigitte Kraus
- 1987: Harald Schmid
- 1988: Dietmar Mögenburg
- 1989: Rolf Danneberg
- 1990: Claudia Losch
- 1991: Hans Grodotzki
- 1992: Heike Henkel
- 1993: Hartwig Gauder
- 1994: Thomas Schönlebe
- 1995: Christian Schenk
- 1996: Dieter Baumann
- 1997: Steffen Brand
- 1998: Florian Schwarthoff
- 1999: Heike Drechsler
- 2000: Heinz Weis
- 2001: Jürgen Schult
- 2002: Sabine Braun
- 2003: Lars Riedel
- 2004: Frank Busemann
- 2005: Astrid Kumbernuss
- 2006: Franka Dietzsch
- 2007: Charles Friedek
- 2008: Steffi Nerius
- 2009: Nadine Kleinert
- 2010: Ingo Schultz
- 2011: Tim Lobinger
- 2012: Ralf Bartels
- 2013: Björn Otto
- 2014: Betty Heidler
- 2015: Christian Reif
- 2016: Verena Sailer
- 2017: Christina Obergföll
- 2018: Linda Stahl